# 視頻投影機

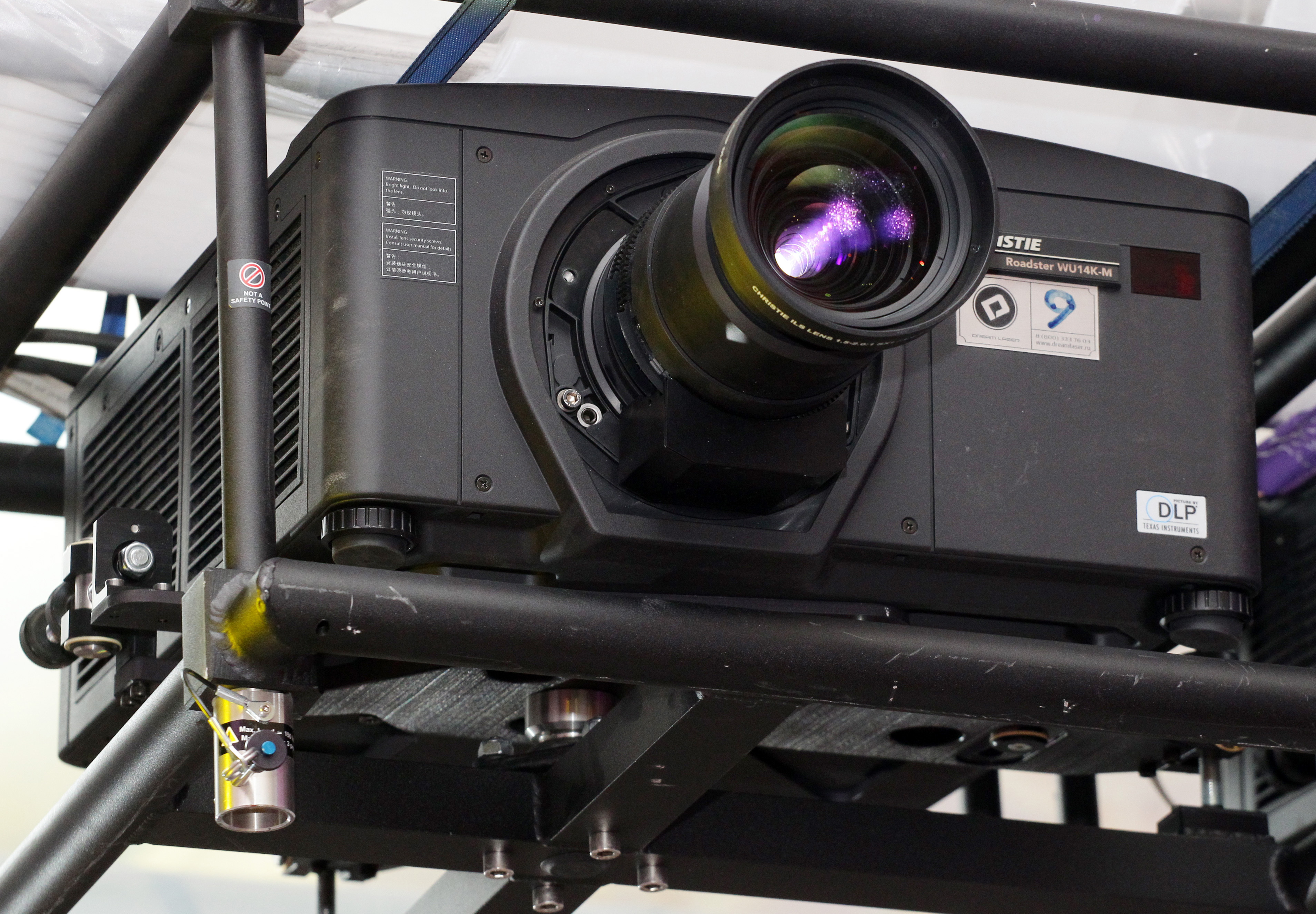
一台數位投影機

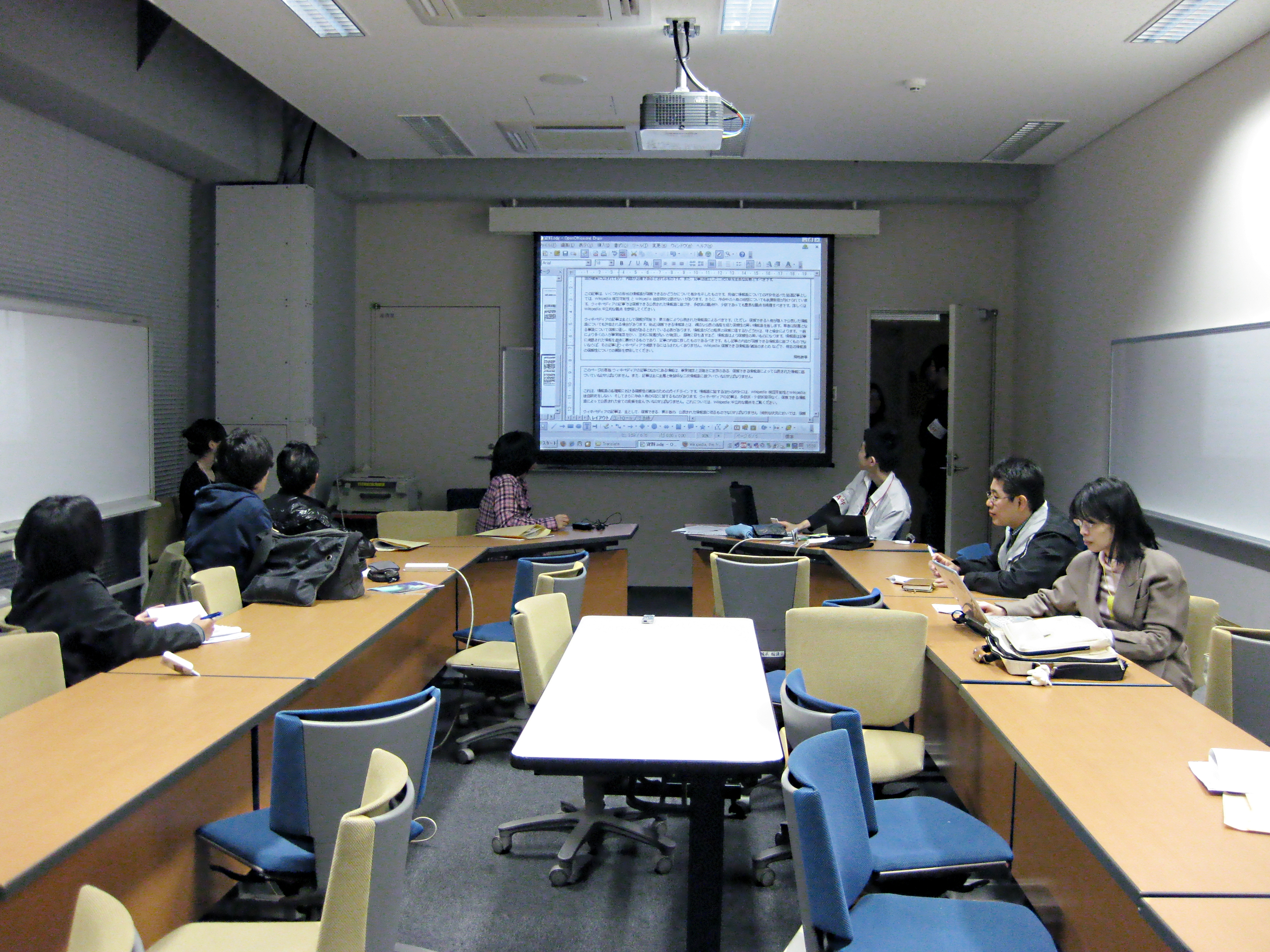
在辦公室内應用投影機

數位投影機是一種投出電腦、VCD、DVD、BD、遊戲主機、DV等可以使用影像輸出畫面的顯示器。此設備被廣泛用於家庭、辦公室、學校和電影院等需要被分享的地方。根据工作方式不同，數位投影機有DLP、DMD、LCD及LCOS等不同类型。全數位投影機是未來的趨勢，其顯像技術為數位光學處理技術（DLP），且所使用介面為數位視覺傳輸界面（DVI）。

## 類型

### 三槍投影機
早期的數位投影機為「三槍投影機」，有三個透鏡，分別投射出紅、綠、藍三原色，而影像乃藉由三種顏色的濃淡混合而成，工作原理與CRT螢幕與電漿電視相似，但因為體積太笨重、亮度低、纜線配置複雜、對焦不便、耗電量大且操作程序繁瑣而逐漸淡出主流市場。因三槍投影機本身也要安裝在空間夠大的場所中，如卡拉OK包廂、會議室、劇院、客機、郵輪等公共場所。

### 單槍投影機
繼三槍投影機問世後，發展了「單槍投影機」，僅憑一個透鏡就可以將影像完整呈現，而且有可攜帶性，或者可懸掛到天花板上；而單槍投影機的使用原理採用了LCD與DLP等數位化顯像方式。
單槍投影機其中一個優於三槍投影機的優勢就是可以方便的使用VGA端子、S端子、HDMI等影像傳輸線，這讓筆電族可以輕鬆的將電腦中的資料與影像呈現在觀眾眼前。然而，單槍投影機由於使用單一的鏡頭與燈泡，較三槍投影機容易出現過熱的問題，需要有一段時間散熱或暖機。

## 投影技術

### DLP
DLP投影機中，圖像是由DMD（Digital Micromirror Device）產生的。DMD是在半導體晶片上布置一個由微鏡片（精密、微型的反射鏡）所組成的矩陣，每一個微鏡片控制投影畫面中的一個像素。微鏡片的數量與投影畫面的解析度相符，800×600、1024×768、1280×720和1920×1080（HDTV）是一些常見的DMD的尺寸。
DLP投影技術又分“單片DLP投影機”、“
三片DLP投影機”，單片式DLP是通過色輪將三原色投射在DMD上處理反射投影，主要用於家用和商用投影機；三片式DLP是比較高階投影技術，投影機內部安裝三片DMD晶片，光源發出的光被稜鏡分離成三路，這三路光線經過濾光分別成為紅、綠、藍三種顏色，然後分別照射到相應的DMD晶片上。最後，三束經過DMD晶片調變的光線藉助稜鏡再重新合併成一路光線，並通過鏡頭投射到螢幕上，主要用於數位影院等。

### 3LCD
3LCD 投影技術採用三片獨立的液晶面板，可同時處理每個原色，在光機中合成完整的彩色影像再投射出來，因此即使是快速動態影片也能流暢呈現。相較於單片式DLP，採用白色光源透過色輪轉動造成人眼視覺暫留的成像方式，易造成彩虹現象（Rainbow Effect），且在彩色亮度表現上大打折扣，3LCD投影技術在色域上較能還原影像真實色彩，不會出現彩虹效應等失真情形，缺點是投影成像會有明顯的液晶像素顆粒，需要提高解析度來解決問題。